# Peru International 1983
Die Peru International 1983 im Badminton fanden vom 13. bis zum 16. Januar 1983 im Club Regata in Lima statt.

## Finalresultate
| Disziplin    | Sieger                          | Finalist                       | Ergebnis           |
| ------------ | ------------------------------- | ------------------------------ | ------------------ |
| Herreneinzel | Philip Sutton                   | Frederico Valdez               | 15–4, 15–9         |
| Dameneinzel  | Beverley Suits                  | Gloria Jiménez                 | 11–6, 11–4         |
| Herrendoppel | Gary Scott Philip Sutton        | Frederico Valdez Germán Valdez | 15–7, 15–7         |
| Damendoppel  | Gloria Jiménez Silvia Jiménez   | Carmen Bellido Ximena Bellido  | 15–8, 13–15, 18–16 |
| Mixed        | Frederico Valdez Beverley Suits | Gary Scott Ximena Bellido      | 15–1, 15–7         |